# Robert Motherwell
Robert Motherwell, né le 24 janvier 1915 à Aberdeen (État de Washington, États-Unis) et mort le 16 juillet 1991 à Provincetown, dans l'État du Massachusetts, est un peintre, graveur et éditeur américain associé à l'expressionnisme abstrait.

## Biographie
Son père, banquier, un temps président de la banque Wells Fargo, est d'origine écossaise et sa mère, irlandaise. Son patronyme est d'origine médiévale écossaise et provient d'un village où se trouvait un puits très connu des voyageurs et appelé « le puits de la Sainte Mère » (« Mother-Well »). Il est fils unique.
En 1918, la famille s'installe à San Francisco (Californie). Il étudie quelque temps la peinture au San Francisco Art Institute puis il entre à l’Université Stanford de Palo Alto (Il obtiendra le Bachelor of Arts de philosophie en 1937). Il s’intéresse également à la musique et rédige un mémoire sur la relation de Eugene O'Neill et la psychanalyse.
Au cours de l’été 1935, Robert Motherwell fait son « tour d'Europe » : la France, où il rencontre les surréalistes et expérimente l’écriture automatique, l’Italie, la Suisse, l’Allemagne, la Belgique et l’Angleterre. Après des études de philosophie à l’université de Harvard de Cambridge (Massachusetts), il écrit une thèse sur le journal d’Eugène Delacroix. Souvent présenté comme le type même du peintre américain, Motherwell fut toujours très attaché à la culture européenne.
Il revient à Paris en 1938 et traduit le livre de Paul Signac D'Eugène Delacroix au néo-impressionnisme. En 1939, il expose pour la première fois à la galerie Raymond Duncan, un compatriote.
De retour aux États-Unis en 1940, Robert Motherwell s’installe à New York. Il étudie l’histoire de l’art à l’université Columbia. Il retrouve en 1941 les surréalistes exilés André Breton, Marcel Duchamp, Max Ernst, André Masson, Matta, Yves Tanguy. Il publie dans la revue surréaliste VVV que dirigent Breton, Ernst, Duchamp et le peintre David Hare, pratique l'écriture automatique avec Jackson Pollock et William Baziotes, joue aux échecs avec Max Ernst qui lui donne une sculpture et participe à l'exposition First Papers of Surrealism (1942). Il apprend la gravure avec le peintre suisse Kurt Seligmann et voyage au Mexique en compagnie de Matta. De cette période, il confessera en 1964, « n’avoir jamais été un peintre surréaliste car [il] n'acceptai[t] pas la signification que [le surréalisme] donnait à l'image. » Dès 1944, il exprime une critique du surréalisme dans un article de la revue Dyn en déclarant que "s'abandonner complètement à l'inconscient, c'est devenir un esclave".
En 1943, Robert Motherwell réalise ses premiers collages à l’invitation de Peggy Guggenheim qui compte les exposer dans sa galerie aux côtés de ceux de Baziotes et Pollock. En 1945 il dirige la publication d’une collection de textes théoriques sur l’art moderne européen sous le titre de The Documents of Modern Art. En 1946, il participe à l’exposition « Fourteen Americans » organisé par le MOMA de New York.
En 1948, avec Baziotes, David Hare, Barnett Newman et le peintre Mark Rothko, il fonde l’école « Subjects of the Artists ». Il commence une série de tableaux intitulée Elegy consacrée à la République espagnole de 1936. Cette série se poursuit jusque dans les années 70.
De 1950 à 1958, Robert Motherwell donne des cours au Hunter College de New York. Il représente les États-Unis à la Biennale de Venise de 1950 et celle de São Paulo en 1961.
En 1986, il reçoit la Médaille d'or du mérite des beaux-arts du Ministère de l'Éducation, de la Culture et des Sports espagnol.
Il est marié 4 fois, avec l'actrice mexicaine Maria Emilia Ferreira y Moyeros (1916-...) en 1942, il divorce en 1949 et épouse en 1950 Betty Little Kimball avec qui il a deux filles, mais le couple bat de l'aile entre 1954-1958. Il épouse la peintre Helen Frankenthaler en 1958 et divorce en 1971 ,enfin il épouse en 1972 la photographe américaine d'origine allemande Renate Ponsold (1935-2023).

## Analyse de l'œuvre
Associée à l’expressionnisme abstrait américain, la démarche intellectuelle de Robert Motherwell se caractérise par le large éventail de ses centres d'intérêt : la philosophie, la littérature symboliste, la psychanalyse et l’art oriental. Sa peinture va du lyrisme le plus violent à une sérénité presque austère. Le noir et le blanc ont été la base de Motherwell pendant plus de quarante ans : « le noir représente la mort, l'angoisse, le blanc représente la vie, l'éclat. »[réf. nécessaire]
Robert Motherwell appelle « extension de la division » la simultanéité de l’acte de peindre et de celui de dessiner. Il ne dessine jamais à partir de la nature mais à partir de la « vie » intime de l’esprit et des émotions. Il utilise le dessin pour trouver de nouvelles images ou pour résoudre des problèmes picturaux. Ce qu’il appelle des « gribouillis » lui sert à donner naissance à de nouvelles idées.
Barnett Newman disait que lorsqu'il lisait les écrits de Robert Motherwell, il apprenait ce que Motherwell avait lu, mais lorsqu'il voulait savoir ce qui concernait réellement Motherwell, il regardait ses tableaux.
R. Motherwell : « Je commence à peindre sur le sol. La peinture, quand je peins à la verticale, goutte trop. On contrôle mieux la toile quand on peint à l'horizontale, et en même temps on a une vue moins restreinte. Je peux tourner autour, par exemple. Je m'acharne sur la surface plane et, miraculeusement, l'espace tri-dimensionnel prend une existence pour lui-même. Je finis par terminer le tableau à la verticale, debout. »

## Œuvres

### Œuvres picturales
- The Little spanish prison, 1942[9]
- The Crossing, 1948
- The Voyage : Ten Years After, 1961, acrylique sur toile, 175,3 x 523,5 cm[10]
- The Blue painting lesson n° 1 to 5, 1973, acrylique sur toile[11]
- Série: Summer Light, 1973[12]
- Elegy to the Spanish Republic, 1949-1976, acrylique sur toile, 245 × 305 cm[13]
- Phoenician Red Studio, 1977, acrylique et fusain sur toile, 218,44 x 487,68 cm[14]
- Mexican light, 1979, huile sur toile, 121,9 × 121,9 cm[15]
- Beau geste 1, 1989[16]
- Catalonia, 1989, acrylique et encre sur toile, 230 × 460 cm[17]

### Écrits
- Traduction en anglais du livre de Paul Signac D'Eugène Delacroix au néo-impressionnisme, 1938.
- The Dada Painters and Poets, éd. R. Motherwell, New York, 1951. Dans ce livre figure la traduction en anglais de l'article « L'Exposition des indépendants » d'Arthur Cravan.